# Fortezza di Amberd
La fortezza di Amberd (in armeno Ամբերդ?) è una fortificazione medievale situata a circa 6 km dal centro abitato di Byurakan, in Armenia.
La fortezza, che fu parzialmente distrutta nel 1236 si trova ad un'altitudine di circa 2 300 m s.l.m. sulle pendici meridionali del monte Aragats su un promontorio costituito dalla confluenza dei fiumi Arkashen e Amberd.

## Storia
L'esatta data della fondazione è ignota, leggende popolari la vogliono fondata dal sovrano Ashot II ma la prima traccia documentale è in una lettera dello studioso e linguista Grigor Magistros (990-1058) secondo la quale la fortezza è stata proprietà della dinastia Pahlavouni dal X secolo fino alla conquista da parte dei selgiuchidi.
Dopo la sua liberazione dai selgiuchidi nel 1196 ad opera delle armate guidate da Zakare Zakarian, nel 1215 fu acquistata insieme ad altre terre dal principe Vache Vachutian e divenne una roccaforte difensiva dell'Armenia zakaride, in quest'epoca la struttura venne rinnovata e rinforzata.
Nel 1236 venne conquistata dai mongoli e subì una prima distruzione ed un incendio, Kurd I figlio di Vache trasferì altrove la sua residenza. Iscrizioni risalenti al XIV secolo nelle quali i Vachutian vengono definiti come "signori di Amberd" fanno presumere un ritorno in epoca successiva. Una nuova distruzione avvenne nell'epoca dell'invasioni di Tamerlano (fine del XIV secolo) quando ormai la fortezza aveva già perso la propria importanza militare.
Il sito rimase abbandonato fino al XX secolo quando iniziarono opere di scavo e di ricostruzione.

## Struttura
Secondo i canoni dell'architettura militare dell'epoca che prevedevano lo sfruttamento delle difese naturali, il complesso è costruito su uno scosceso promontorio roccioso tra le strette gole in cui confluiscono due fiumi. Dal lato del fiume Amberd uno strapiombo rende inaccessibile il luogo, dal lato del fiume Arkashen fu invece edificato un muro difensivo lungo tutta la lunghezza del promontorio.
L'edificio fortificato a pianta irregolare si trova sul picco roccioso, sul lato esterno si trovano le mura con tre torri semicircolari, finestre e feritoie si aprono invece sul lato interno. Dalla loro posizione si presume che la struttura avesse tre piani. Scavi condotti nel 1936 hanno rivelato l'esistenza di cinque locali nel piano inferiore, è probabile che i piani superiori avessero la medesima struttura. L'entrata si trovava nella parte centrale della parete interna, feritoie poste sopra l'entrata agevolavano la difesa una volta chiusa la porta in pietra.
In un locale del piano inferiore si trova una cisterna d'acqua alimentata dalla conduttura principale tramite tubi di terracotta. I locali di rappresentanza erano nei piani superiori dove i giunti tra le pietre sono semplicemente riempiti con un legante a base di calce, coerente con l'abitudine di rivestire i locali con tessuti e tappeti, il rinvenimento nel tempo di preziose suppellettili conferma che in passato i locali fossero allestiti in modo lussuoso.
La chiesa in tufo risale al 1026 e venne costruita durante il periodo del principe Vahram Pahlavuni che rinforzò le mura, eresse i bastioni, costruì la cittadella e una lussuoso edificio per i bagni.
Oltre ai resti della fortificazione, la chiesa e l'edificio dei bagni il complesso comprende una cisterna d'acqua con l'impianto di riscaldamento delle acque.

## Rischi
La struttura, esposta alle intemperie e alle frequenti scosse di terremoto è a rischio di collasso, nel 2024 Europa Nostra ha incluso la fortezza di Amberd fra i sette siti in immediato pericolo allo scopo di sostenere il già esistente programma di ristrutturazione a cura del ministero dell'educazione, cultura e sport della Repubblica di Armenia.

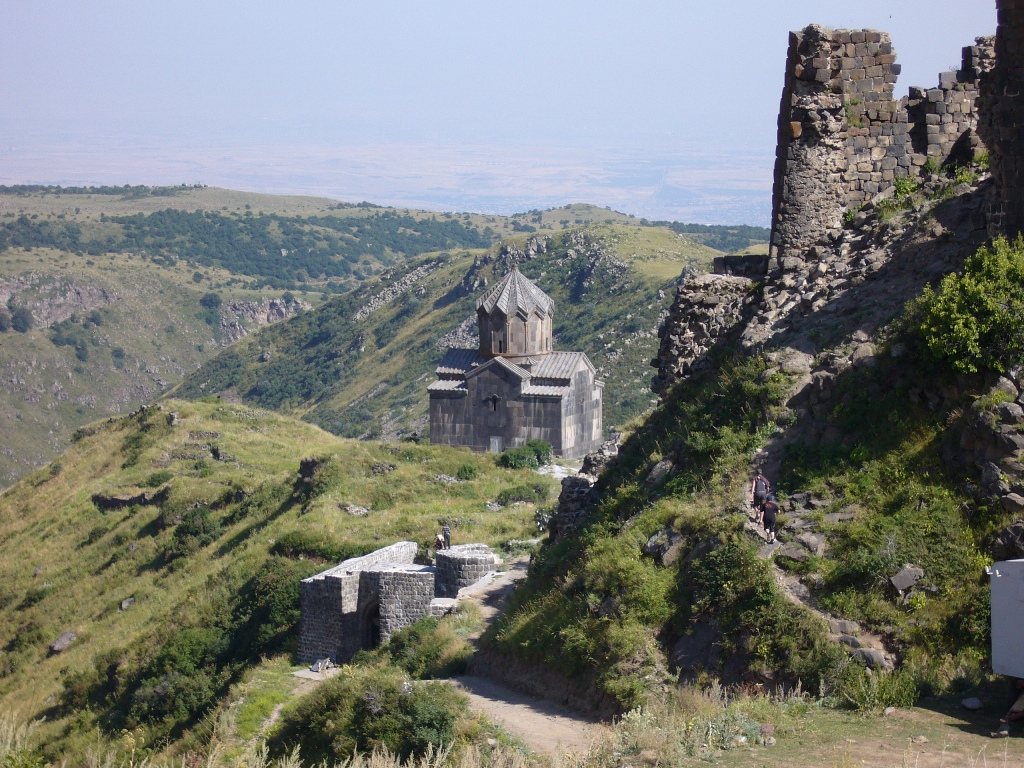
La chiesa (Surb Astvatsatsin)
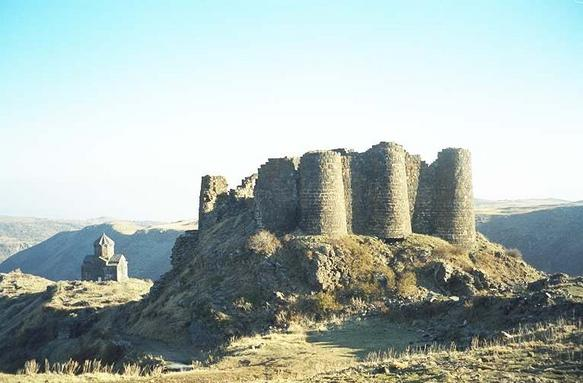
Vista sulla fortificazione e sulla chiesa
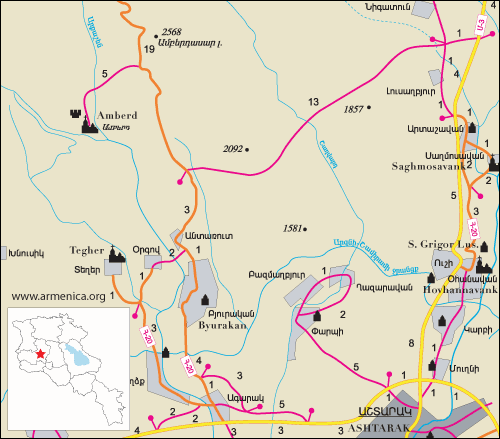
La mappa dei dintorni